# Lavoslav Singer
Lavoslav Singer (Bulinac kraj Bjelovara, 1866. – koncentracijski logor Auschwitz, 1942.), bio je industrijalac židovskoga porijekla, koji je imao znatan utjecaj na razvitak Bjelovara. Ubijen je u holokaustu.
Rođen je 1866. godine u selu Bulinac. Potječe iz židovske obitelji Josipa (Yosefa) Singera. Školovan je u poslovnim školama Austro-Ugarske. Nakon školovanja, bio je uključen u industrijsku revoluciju koja je dovela do izgradnje i razvitka tvornica u Bjelovaru. 
Bio je suradnik i voditelj u više poduzeća, dok i sam nije postao industrijalac. Utjecao je na razvoj mlinarske industrije u Bjelovaru, kao i na razvoj ugljenokopa, vađenje šljunka iz Drave i njegova otpremanja prema velikim gradovima, a zanimao se i za vađenje zlata iz Drave. 
Bjelovarski kraj bio je jedan od najvećih izvoznika brašna u Srednju Europu, dok je Singer bio na čelu bjelovarskoga paromlina. Zalaganjem Singera najglasovitije bjelovarsko svratište „K zviezdi” bilo je uređeno i pretvoreno u dioničko društvo. Osnutkom Hrvatsko obrtničko-trgovačke banke, 1906. godine, postavljen je za njezina predsjednika. Nastojao je preuzeti poslovanje mnogih vodenica na Dravi.
Bio je jedan od vodećih financijera i predstavnik koncesionara koji su izgradili prugu Bjelovar – Garešnica/Grubišno Polje. Također je bio jedan od najbogatijih građana Bjelovara. Oženio se za Amaliju (Herenshtein) Singer. Kao Židovi, Lavoslav i Amalija su tijekom Drugog svjetskog rata bili prisiljeni nositi žutu Davidovu zvijezdu na svojoj odjeći. Godine 1942., oboje su uhićeni i deportirani vlakom u koncentracijski logor Auschwitz, gdje su odmah po dolasku bili ubijeni u plinskim komorama. Lavoslav je tada imao 76 godina.
Lavoslav Singer je 1926. godine bio naveden među 100 najutjecajnih ljudi Kraljevine Srba, Hrvata i Slovenaca u knjizi Miodraga Savkovića pod naslovom Zbirka portreta i biografija znamenitih ljudi kraljevstva Srba, Hrvata i Slovenaca.